# Roller (Lied)
Roller ist ein Lied des Deutschrappers Apache 207, das am 23. August 2019 als erste Single-Auskopplung seiner Debüt-EP Platte veröffentlicht wurde. Der Song wurde Apache 207s erster Nummer-eins-Hit in Deutschland und entwickelte sich dort zudem zum meistgestreamten Song des Jahres 2019. Der Song ist mit über 1,8 Mio. verkauften Einheiten der meistverkaufte Rapsong in Deutschland.

## Mitwirkende
| Liedproduktion - Volkan Yaman: Liedtexter - Luís-Florentino Cruz (Lucry): Komponist - Jennifer Allendörfer (Suena): Komponist - Lex Barkey: Mixing, Mastering | Musikvideo - Marco Bagnoli: Kameramann Unternehmen - TwoSides: Musiklabel - Sony Music Entertainment: Musiklabel - Sony/ATV Music Publishing: Vertrieb |

## Kommerzieller Erfolg

### Chartplatzierungen
Roller erreichte in Deutschland Position eins der Singlecharts und konnte sich eine Woche an ebendieser sowie 31 Wochen in den Top 10 halten. Das Lied erreichte in Deutschland in derselben Woche wie Dance Monkey (Tones and I) die 26. Woche in den Top 10, was zuvor erst neun Singles seit Einführung der wöchentlichen Charts gelang. In der Chartwoche vom 14. April 2023 überholte das Lied mit seiner 167. Platzierung Last Christmas von Wham! als das Lied, das sich am längsten in den deutschen Singlecharts platzieren konnte. Im Dezember desselben Jahres wurde es von Tom Odells Another Love abgelöst. Bereits am 30. Juli 2021 platzierte sich Roller zum 100. Mal in den deutschen Singlecharts, womit es als zehntes Lied die Marke von 100 Chartwochen in Deutschland erreichte. Insgesamt hielt es sich 224 Wochen in den Charts. In Österreich erreichte die Single Position zwei und hielt sich ebenfalls 31 Wochen in den Top 10. In der Schweizer Hitparade erreichte Roller mit Rang vier seine höchste Chartnotierung und konnte sich 16 Wochen in den Top 10 platzieren. In den deutschen Single-Jahrescharts von 2019 erreichte die Single Position drei hinter Old Town Road (Lil Nas X) und Dance Monkey (Tones and I), in Österreich belegte sie Rang acht und in der Schweiz Rang 32. In den deutschen Jahrescharts 2020 erreichte Roller ebenfalls Platz 3 und 2021 Rang 30.
In Deutschland ist Roller der fünfte Charterfolg für Apache 207 in den Singlecharts, in Österreich ist es nach Kein Problem der zweite und in der Schweiz sein erster. In allen drei Ländern erreichte er erstmals die Top 10 sowie zugleich in Deutschland die Chartspitze.
| ChartsChartplatzierungen | Höchstplatzierung | Wochen |
| ------------------------ | ----------------- | ------ |
| Deutschland (GfK)        | 1 (224 Wo.)       | 224    |
| Österreich (Ö3)          | 2 (98 Wo.)        | 98     |
| Schweiz (IFPI)           | 4 (74 Wo.)        | 74     |

| ChartsJahrescharts (2019) | Platzierung |
| ------------------------- | ----------- |
| Deutschland (GfK)         | 3           |
| Österreich (Ö3)           | 8           |
| Schweiz (IFPI)            | 32          |

| ChartsJahrescharts (2020) | Platzierung |
| ------------------------- | ----------- |
| Deutschland (GfK)         | 3           |
| Österreich (Ö3)           | 6           |
| Schweiz (IFPI)            | 22          |

| ChartsJahrescharts (2021) | Platzierung |
| ------------------------- | ----------- |
| Deutschland (GfK)         | 30          |
| Österreich (Ö3)           | 70          |

| ChartsJahrescharts (2022) | Platzierung |
| ------------------------- | ----------- |
| Deutschland (GfK)         | 64          |

| ChartsJahrescharts (2023) | Platzierung |
| ------------------------- | ----------- |
| Deutschland (GfK)         | 26          |

| ChartsJahrescharts (2024) | Platzierung |
| ------------------------- | ----------- |
| Deutschland (GfK)         | 96          |

| ChartsJahrescharts (2010–2019) | Platzierung |
| ------------------------------ | ----------- |
| Österreich (Ö3)                | 52          |

### Auszeichnungen für Musikverkäufe
In Deutschland wurde der Song mit Neunfach-Gold ausgezeichnet und zählt so mit über 1,8 Millionen verkauften Exemplaren nicht nur zu den meistverkauften Rapsongs in Deutschland, sondern auch zu den meistverkauften Singles des Landes.
| Land/Region        | Auszeichnungen für Musikverkäufe (Land/Region, Auszeichnung, Verkäufe) | Verkäufe  |
| ------------------ | ---------------------------------------------------------------------- | --------- |
| Deutschland (BVMI) | 9× Gold                                                                | 1.800.000 |
| Österreich (IFPI)  | 5× Platin                                                              | 150.000   |
| Schweiz (IFPI)     | 3× Platin                                                              | 60.000    |
| Insgesamt          | 1× Gold · 12× Platin ·                                                 | 2.010.000 |

## Coverversionen
- 2021: Spongebob Schwammkopf – Aftershave kommt gleich (Album: Schwammtastisch)[20]